# Platanthera leucophaea
Espèce
Statut de conservation UICN

 LC  : Préoccupation mineure
Platanthera leucophaea est une espèce d'orchidées du genre Platanthera présente en Amérique du Nord.